# Haemophilus
Haemophilus — рід грамнегативних плеоморфних коккобактерій родини пастереллових. Хоча бактерії Haemophilus зазвичай є маленькими коккобацилами, вони класифікуються як плеоморфні бактерії через широкий діапазон форм, які вони іноді приймають. Ці організми населяють слизові оболонки верхніх дихальних шляхів, рота, вагіни та кишкового тракту. Рід включає коменсальні організми разом з деякими значними патогенними видами, такими як H. influenzae — причина сепсису та бактеріального менінгіту у маленьких дітей — та H. ducreyi, збудник шанкроїду. Усі члени або аеробні, або факультативно анаеробні. Було виявлено, що цей рід є частиною мікробіома слини.

## Обмін речовин
Представники роду Haemophilus не ростуть на кров'яному агарі, оскільки всі види потребують принаймні одного з цих факторів крові для росту: гемін (Х-фактор) та/або нікотинамід-аденін-дінуклеотид (V-фактор). Вони не здатні синтезувати важливі частини системи цитохрому, необхідні для дихання, і отримують ці речовини з фракції гему, відомої як фактор Х, гемоглобіну крові. Поживне середовище також повинно забезпечувати кофактор нікотинаміду аденін динуклеотиду (з НАД+ або НАДФ+), який відомий як фактор V. Клінічні лабораторії використовують тести на відповідність факторам X і V для ідентифікації ізолятів як видів Haemophilus.
Шоколадний агар — відмінне середовище для росту Haemophilus, оскільки дозволяє збільшити доступність цих факторів. Крім того, гемофілус іноді культивують за допомогою методики «стафілококова серія»: як стафілококи, так і гемофіли культивують разом на одній пластинці з кров'яним агаром. У цьому випадку колонії гемофілів часто будуть рости невеликими колоніями-супутниками навколо великих колоній стафілококів, оскільки метаболізм стафілокока виробляє необхідні побічні продукти факторів крові, необхідні для росту гемофілів.
| Штам                | Потрібен Х-фактор | Потрібен V-фактор | Гемоліз на HB/Кров кролика |
| ------------------- | ----------------- | ----------------- | -------------------------- |
| H. aegyptius        | +                 | +                 | -                          |
| H. ducreyi          | +                 | -                 | -                          |
| H. influenzae       | +                 | +                 | -                          |
| H. haemolyticus     | +                 | +                 | +                          |
| H. parainfluenzae   | -                 | +                 | -                          |
| H. parahaemolyticus | -                 | +                 | +                          |